# ETOM
eTOM é um acrônimo para enhanced Telecom Operations Map (Mapa avançado de operações de telecomunicações). O eTOM é um padrão para processos de negócio para a indústria de telecomunicações. Ele descreve o escopo completo dos processos de negócios requeridos por um provedor de serviço, definindo os elementos chave e a interação entre eles.
O eTOM pode ser comparado com o ITIL, um padrão análogo que descreve "melhores práticas" para a área de tecnologia da informação. Os dois "frameworks" fazem parte de um contexto maior, o da gestão da qualidade. Desde a década de 50 as empresas passaram a se preocupar com a formalização dos seus processos de negócio e com a criação de métricas com o objetivo de obter uma maior qualidade, diminuição na ocorrência de defeitos e maior eficiência. [carece de fontes?] O padrão ISO 9000 é provavelmente o mais conhecido dos padrões relacionados com o aperfeiçoamento de processos, mas é muito mais genérico que o eTOM e o ITIL.
O eTOM foi adotado como um padrão pelo ITU-T, em 2004, com o nome M.3050.